# 雷明登斯巴達310霰彈槍
雷明登斯巴達310（Remington Spartan 310）是一種雙管霰彈槍，是槍管上下相疊型。有多種的型號，每個型號都有不同的號徑。
雷明登310由雷明登武器公司行銷與配布，由伊熱夫斯克機械廠製造並用貝加爾的品牌出口，為經典的俄羅斯霰彈槍IZh-27的衍生型。與其他的雙管霰彈槍相比，雷明登斯巴達310的價格低廉。 最常用於狩獵鳥類與射土靶遊戲。雷明登於2009年停止進口此款霰彈槍。
SPR310是標準型，機匣有鍍镍或藍化，槍管26或28英吋長。
SPR310R是運動型，槍管有氣孔，29½英吋長。